# Gentile Bellini
Gentile Bellini (1426/29 Benátky – pohřben 23. února 1507 Benátky) se narodil do rodiny benátského malíře Jacopa Belliniho a jeho manželky Anny Rinversi. Otec mu dal jméno Gentile po svém učiteli a později i spolupracovníkovi Gentilem da Fabriano (1370 ? – 1427). Jeho mladším bratrem byl Giovanni Bellini a švagrem Andrea Mantegna. Nedávná publikace však naznačuje, že Giovanni byl nevlastním bratrem Jacopovým, nikoliv Gentileho. Po otcově smrti převzal vedení malířské dílny a stal se malířem benátských dóžat. Gentileho rozměrné obrazy měly charakter městských vedut. Tato plátna se vyznačovala velkým počtem postav a barevnou pestrostí. Stala se dokumentem společenského života v Benátkách na přelomu 15. a 16. století.

## Životopisná data
Gentile Bellini byl vyškolen v dílně svého otce Jacopa Belliniho, kterému pomáhal s prací na zakázkách z Benátek i mimo ně. V letech 1440 až 1441 pracovali ve Ferraře na zakázce pro markýze Niccolu d'Este. Později, společně s otcem i bratrem Giovannim, zhotovili oltářní obraz pro pohřební kapli rodiny Gattamelatů v bazilice sv. Antonína v Padově (1459/60). Ještě za Jacopova života se Gentile stal natolik uznávaným a vyhledávaným malířem, že ho Signoria jmenovala oficiálním malířem Benátské republiky a císař Fridrch III. mu udělil titul Comes Palatinus.

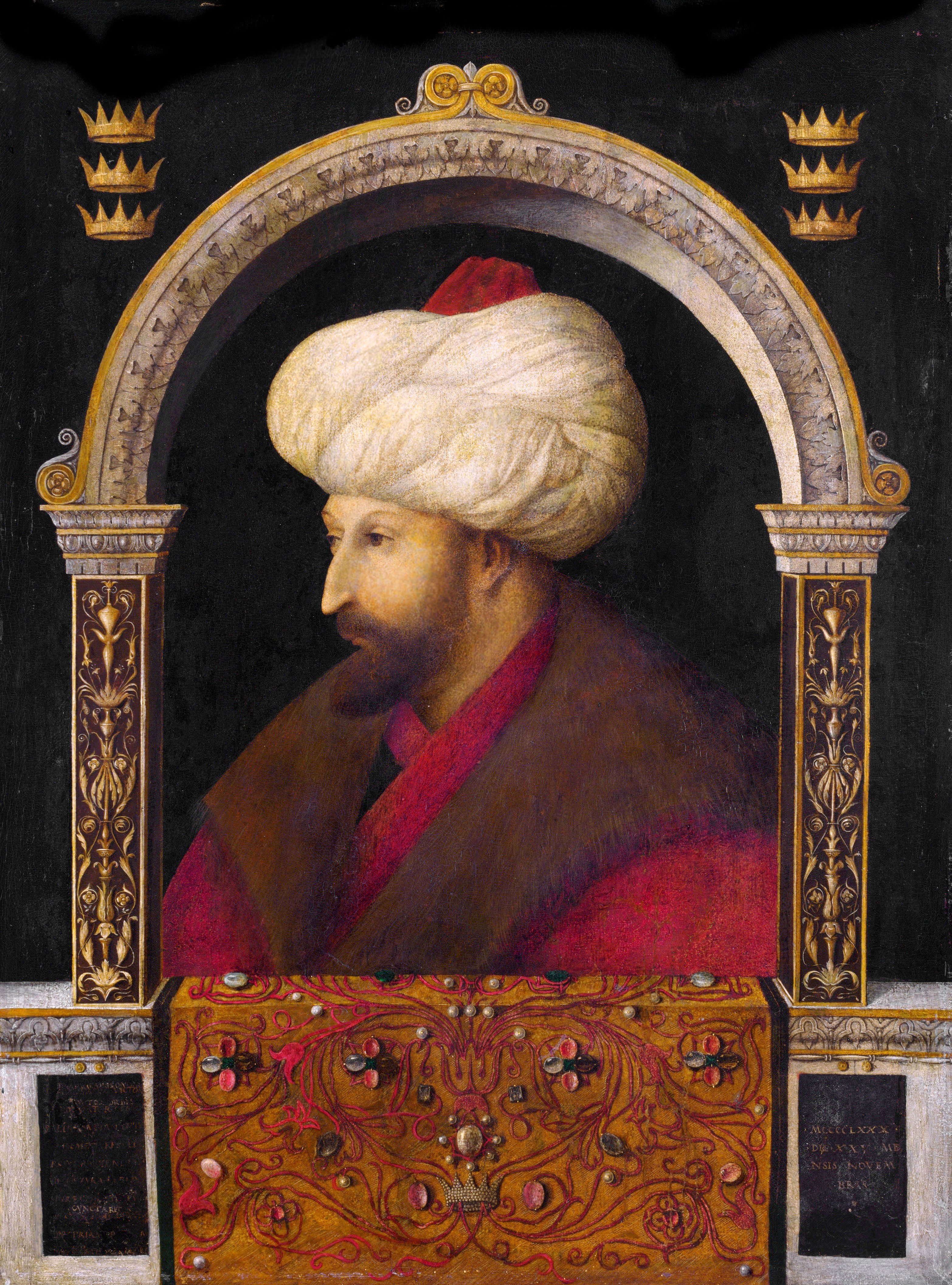
Portrét sultána Mehmeda II., zv. Dobyvatel (1480, Národní galerie v Londýně, V. Británie)

Protože byl vynikajícím portrétistou, Benátská republika ho vyslala do Konstantinopole (dnes Cařihrad), aby na sultánovu žádost namaloval jeho věrohodný portrét. Během pobytu na sultánově dvoře (1479–1480) namaloval i další obrazy (dnes většinou nedochované) a připravil řadu zajímavých kreseb z tohoto prostředí. V roce 1481 se vrátil do Benátek, přičemž učinil krátkou zastávku v Mantově. Od roku 1489 začal znovu pracovat na výzdobě Dóžecího paláce. V polovině 90. let 15. století Gentileho tvorba vyvrcholila třemi rozměrnými plátny namalovanými pro Scuola di San Giovanni Evangelista, benátské bratrstvo, jehož členové podporovali sociálně slabé obyvatele města. V roce 1504 začal malovat podobně rozměrné plátno s názvem Svatý Marek káže v Alexandrii pro Scuola di San Marco, ale obraz zůstal nedokončen, neboť Gentile nečekaně zemřel. Byl pochován 23. února 1507 v benátské Basilica di San Giovanni e Paolo.

## Umělecká tvorba

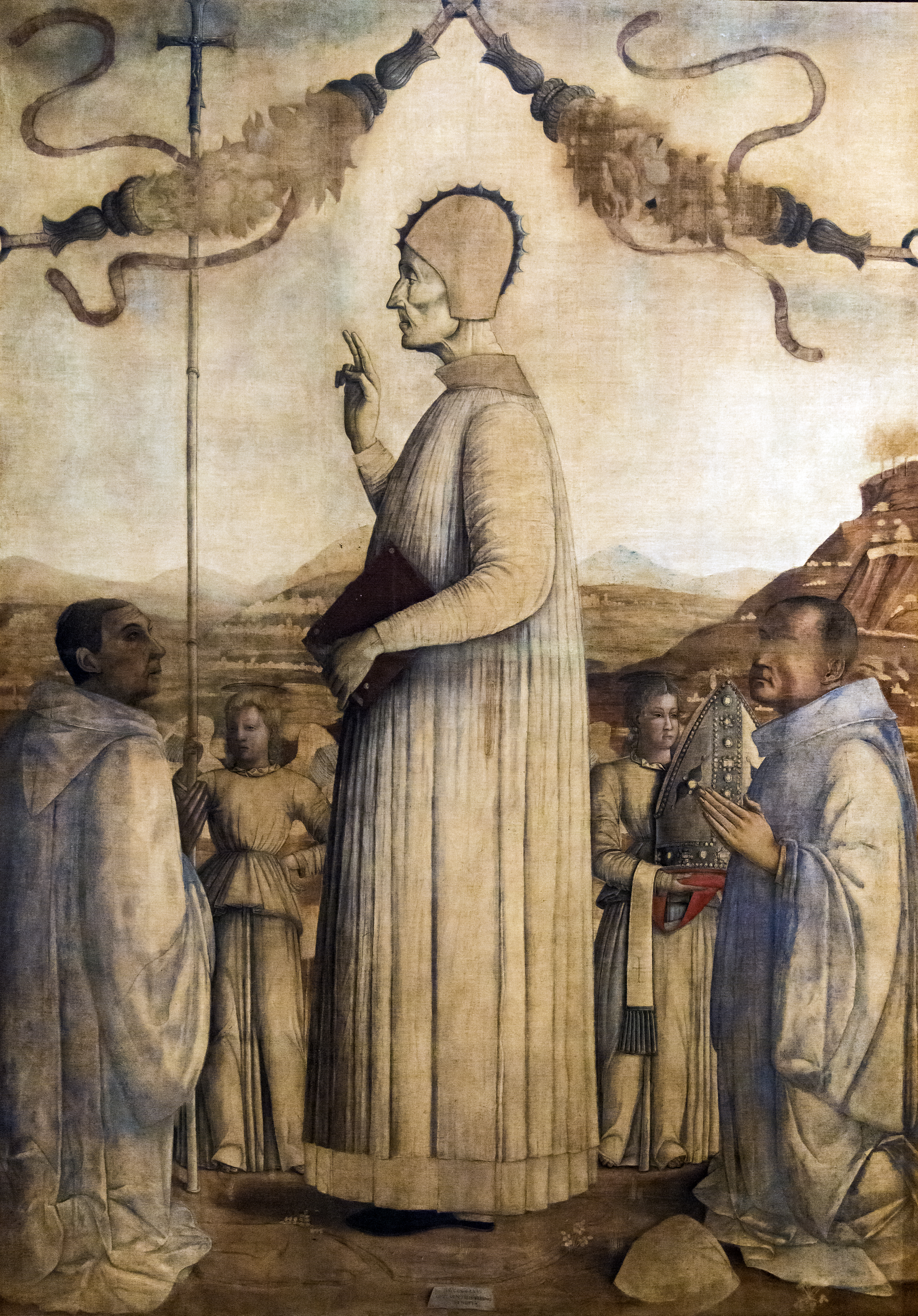
Žehnající Lorenzo Giustiniani (1465, Gallerie dell’Accademia, Benátky, Itálie)

Od konce 40. let 15. století Gentile Bellini spolupracoval se svým otcem Jacopem na některých dílenských zakázkách.

### Obrazy
Gentileho první s jistotou datovaný a signovaný obraz nazvaný Žehnající Lorenzo Giustiniani (1381 – 1456) pochází až z roku 1465. Portrét tohoto převora řádu sv. Jiří a pozdějšího benátského biskupa Gentile namaloval devět let po Giustinianiho smrti. Obraz se vyznačuje malířovou snahou po objemovém zpodobnění postavy, k čemuž využil i šerosvitu a perspektivní zkratky. Gentile Bellini tímto obrazem položil základ žánru historické malby v Benátkách.

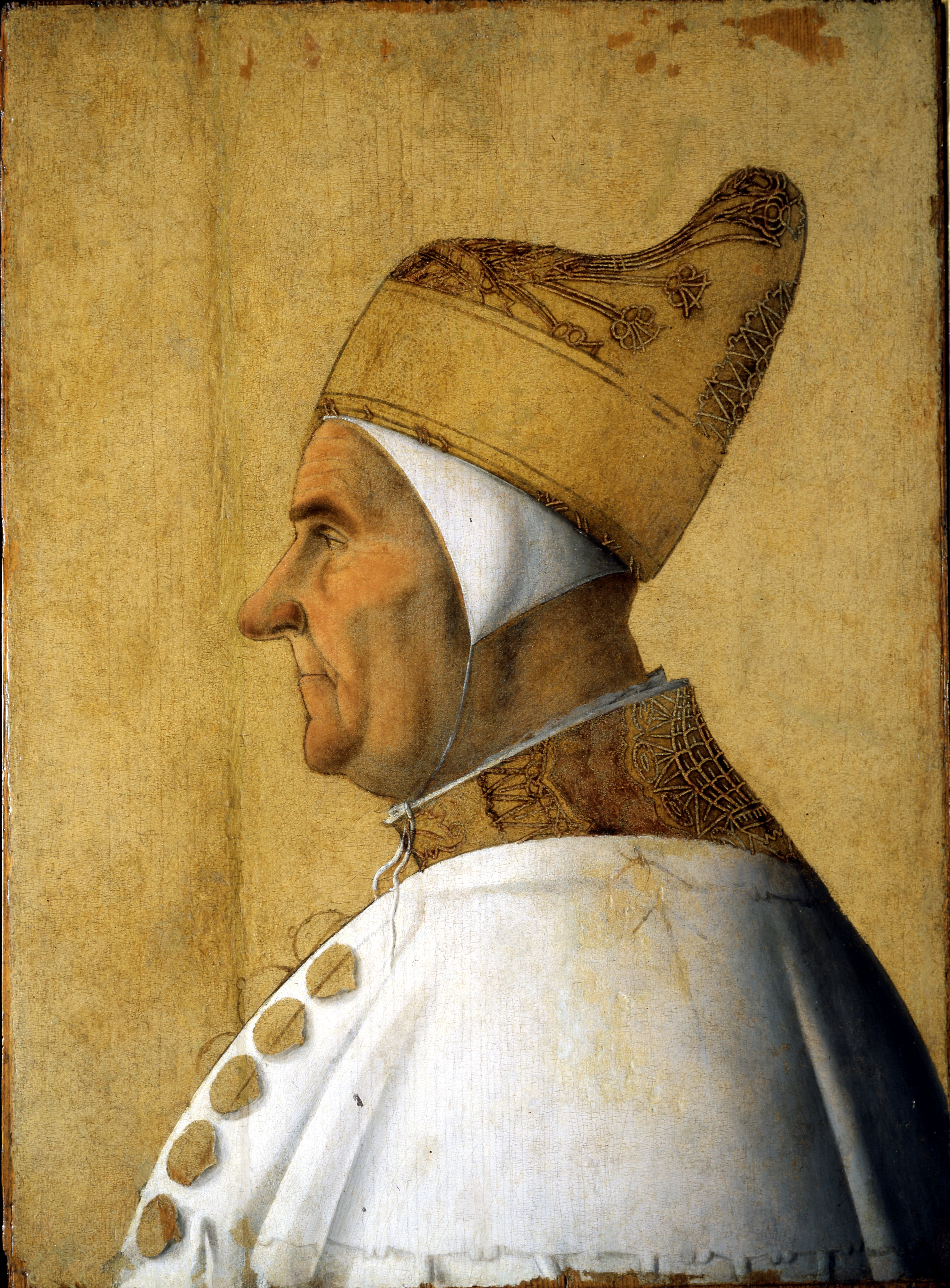
Portrét dóžete Giovanni Moceniga (1478/79, Museo Correr, Benátky, Itálie)

Portrét Giovanni Moceniga, který byl benátských dóžetem v letech 1478 až 1485 velmi realisticky zachycuje tohoto benátského politika ještě z profilu, zatímco sultána Mehmeda II. (1480) Gentile již namaloval ve dvoutřetinovém pootočení. Zlaté pozadí na obrazu dóžete dokládá ještě Gentileho přetrvávající tradicionalismus, ale současně zobrazené osobě propůjčuje nadčasový charakter.

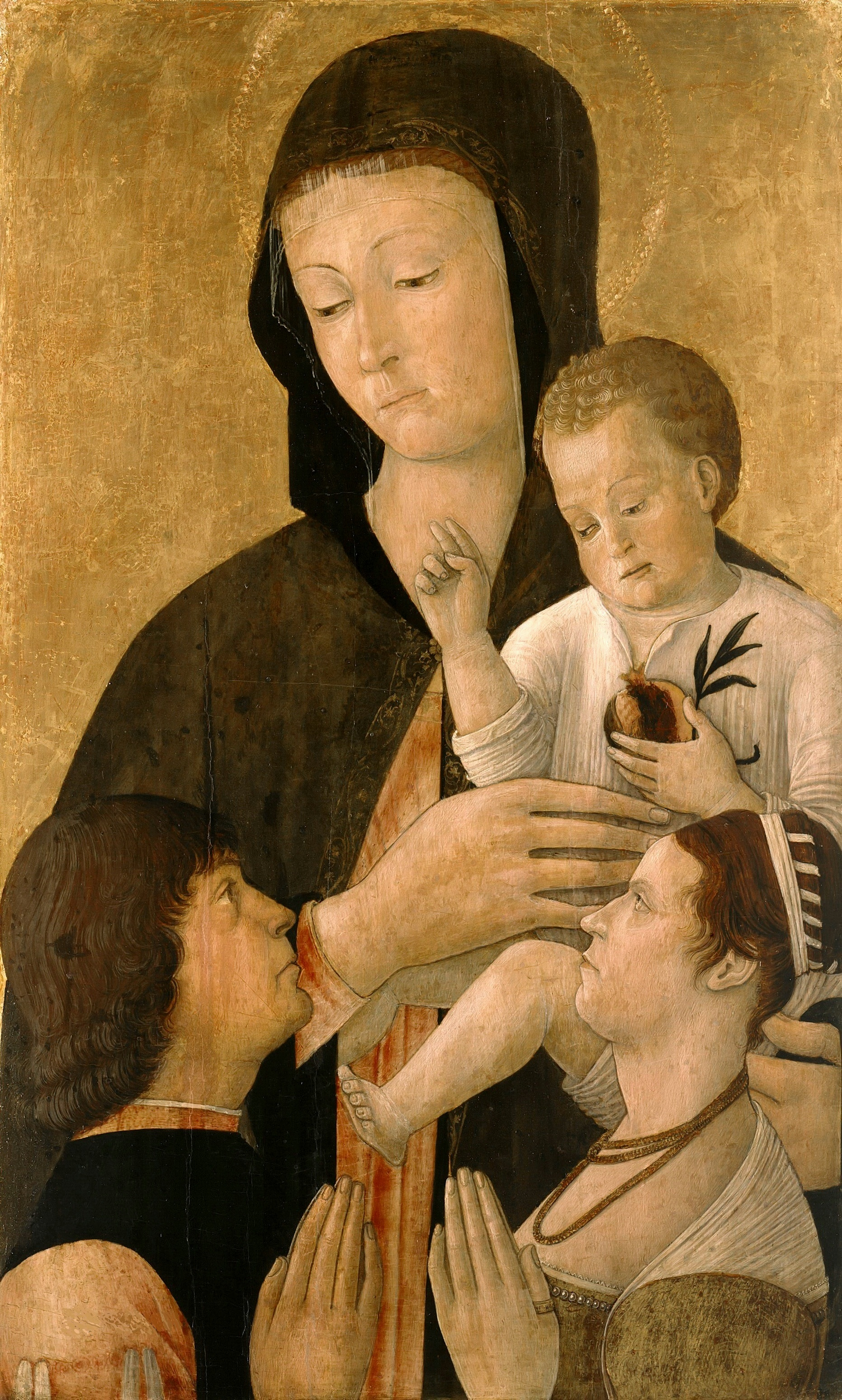
Madona s dítětem a dvěma donátory (asi 1460, Gemäldegalerie – Staatliche Museen zu Berlin, Berlín, Německo)

Zlatému pozadí na dóžecím portrétu předcházelo podobné pozadí použité na obrazech Madon pocházejících z 50. let 15. století. V 80. letech však zlaté pozadí vystřídal pohled do krajiny, jak to dokládá obraz Trůnící Madona s Ježíškem (dnes Národní galerie v Londýně). Tím se malíř přiblížil obdobným obrazům, které malovali Bartolomeo a Alvise Vivariniové, malířů z benátského Murana. Tlumená barevnost obrazu a přítomnost architektonických prvků dokládají přetrvávající vliv Gentilova švagra Andrey Mantegni. Gentile však k tomuto obrazu přidal i islámský modlitební koberec u nohou Panny Marie. Tím se Gentile lišil od svého bratra Giovanniho, který již ve svých prvních dílech vyjádřil svůj vrozený smysl pro barvu v měkkém, zářivém koloritu. Tento Mantegnův vliv je zvláště patrný v ostře řezaných rysech tváře Lorenza Giustinianiho (1465) nebo na čtyřech varhanních křídlech určených pro San Marco (dnes kostel San Basso).

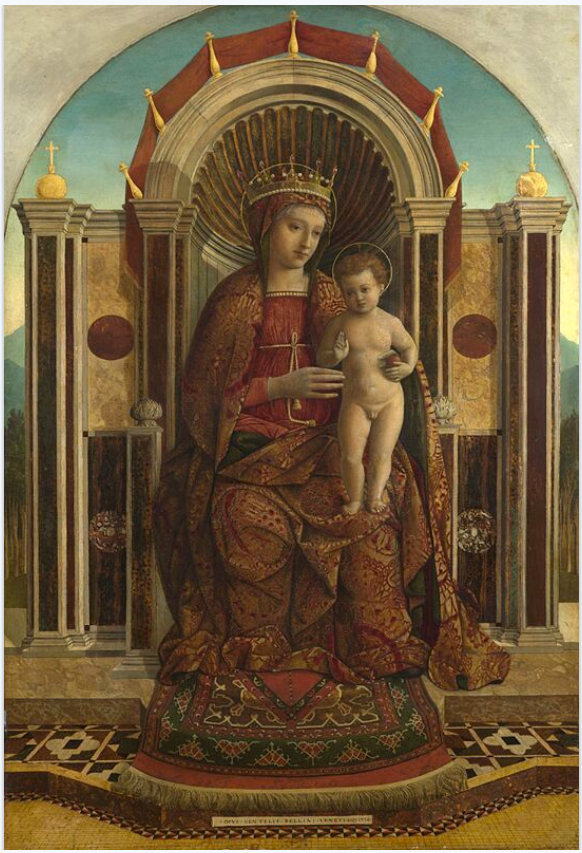
Trůnící Madona s Ježíškem (80. léta 15. století, Národní galerie v Londýně, V. Británie)

Svá hlavní díla Gentile Bellini vytvořil pro Scuola di San Giovanni Evangelista mezi roky 1495 a 1501 a pro Scuola di San Marco mezi roky 1504 a 1507. Zatímco se tři velkoplošná plátna zpracovávající téma Příběh sv. Kříže se dochovala (dnes Gallerie dell´Accademia), obrazy určené pro výzdobu Dóžecího paláce shořely při požáru palácových prostor (1577). K počátkům historické malby v Benátkách patří Gentileho tří obrazy namalované pro dobročinné bratrstvo sv. Jana Evangelisty, které vlastnilo relikvii sv. Kříže. Na její oslavu si bratrstvo objednalo cyklus deseti obrazů (dochovalo se jich jen osm), a to nejen u Gentile Belliniho, ale i u dalších významných benátských malířů jako byli Lazzaro Bastiani (1425–1512), Benedetto Rusconi (1460 ? – 1525), Giovanni Mansueti (1465–1527) a Vittore Carpaccio (1425 – 1565/26).

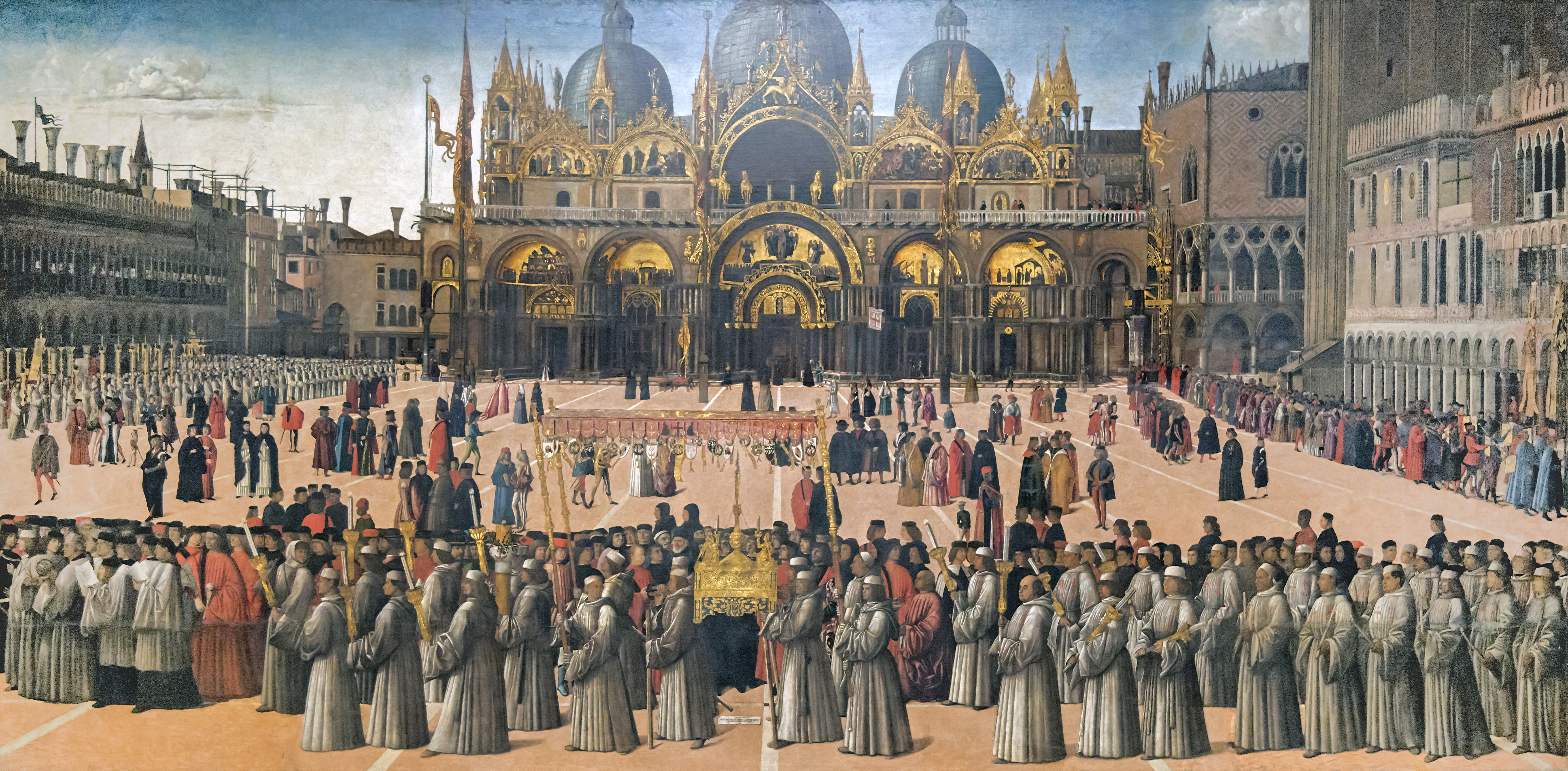
Procesí Božího těla s relikvií sv. Kříže na Piazza San Marco (1496, Gallerie dell’Accademia, Benátky)

Asi v roce 1496 Gentile Bellini dokončil první z velkolepých pláten nazvané Procesí s relikvií sv. Kříže na náměstí sv. Marka v den světcových oslav. Výjev zachycuje okamžik, kdy Jacopo de Salis, obchodník z Brescie, pokleká před relikvií sv. Kříže a prosí o uzdravení zraněného syna. Obraz je současně topograficky věrným zobrazením náměstí sv. Marka s mozaikami na průčelí stejnojmenné baziliky. Přes jistou strnulost postav se jedná o dobově přesné vylíčení konkrétní události. Druhé Gentileho plátno je označováno jako Zázrak sv. Kříže u mostu San Lorenzo. Obraz zachycuje událost, kdy při přenášení schránky s relikvií ze Scuola di San Giovanni Evangelista do kostela San Lorenzo v tlačenici davu relikvie spadla do kanálu, ale byla zázračně zachráněna Andreou Vendraminem, hlavním pečovatelem "Scuoly". V pravé dolní části obrazu malíř vyobrazil i členy rodiny, včetně již mrtvého otce Jacopa Belliniho. Třetí obraz zobrazuje Zázračné uzdravení Pietra de Ludovici. Jde o okamžik uzdravení, kdy se nemocný Pietro dotkne svíce stojící u relikvie sv. Kříže umístěné v kostele bratrstva. Kaple vyniká perspektivním vyobrazení jejího vnitřního prostoru.

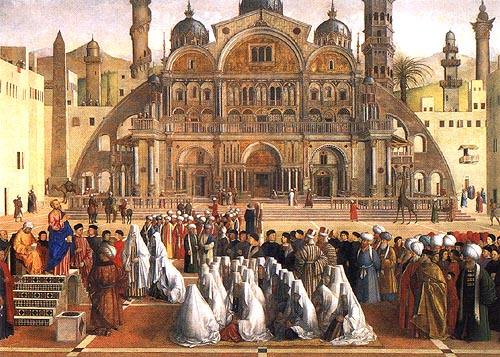
Kázání sv. Marka na náměstí sv. Eufémie v Alexandrii (1504–1507, Pinacoteca di Brera, Miláno, ItálieDrobné úpravy.)

Posledním rozměrným plátnem určeným pro Scuola di San Marco byl obraz Kázání sv. Marka na náměstí sv. Eufémie v Alexandrii. Obraz po Gentileho smrti (1507) dokončil jeho bratr Giovanni Bellini. Obraz dokládá, jak hluboce byl Gentile ovlivněn pobytem na dvoře sultána Mehmeda II. Během pobytu vznikla i řada kreseb, které malíř používal při vyobrazení tureckého dobového oblečení

### Kresby

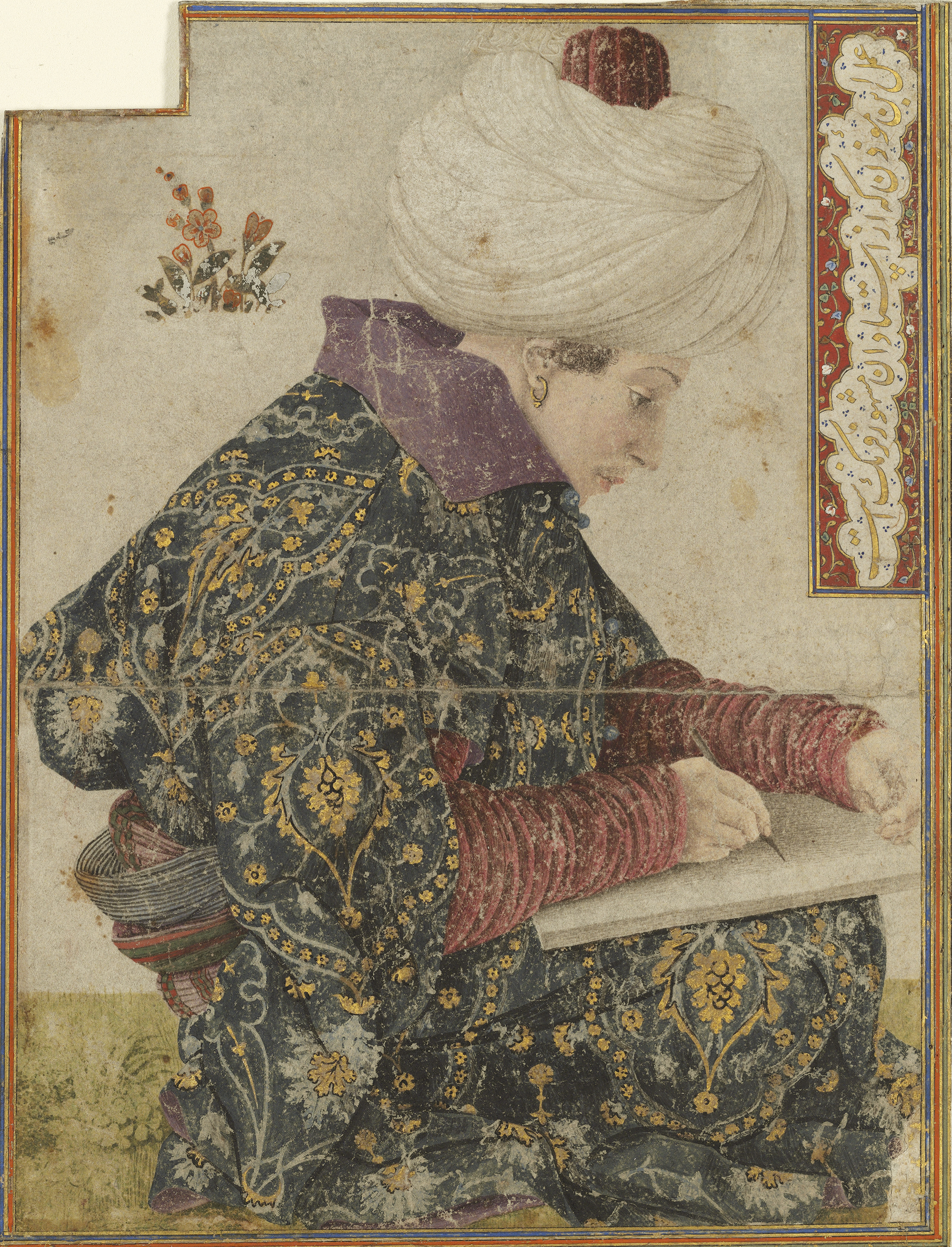
Sedící písař (Kresba perem a hnědým inkoustem, vodové barvy a zlato, 1479/81; Isabella Stewart Gardner Museum, Boston, USA)

Gentile Bellini své dojmy z pobytu v Konstantinopoli (dnes Istanbul) zachytil v řadě kreseb, které se staly zdrojem námětů pro jeho velkoplošné obrazy namalované pro obě „Scuoly“. Tyto kresby byly mezi benátskými renesančními malíři velmi vyhledávaným zdrojem vyobrazení dobových kostýmů nošených v islámském světě 15. století. Nepřekvapí proto, že tyto kresby byly často kopírovány a šířeny mezi malířskými dílnami k dalšímu využití.

## Umělecko-historický význam díla Gentile Belliniho
Gentile Bellini byl vedoucí osobností benátského malířství 2. poloviny 15. století s rozhodujícím vlivem na jeho mladší současníky jako byl Vittore Carpaccio. Díky rozměrným plátnům namalovaným pro Scuola di San Giovanni Evangelista se stal malířským kronikářem benátského společenského života. Stal se tak předchůdcem Giovanni Antonia Canala zv. Canaletto (1697–1768), mistra benátských vedut. Jeho kresby, patřící k nejlepším v renesanci, současně vzbudily zájem malířů o svět islámu.